# 루치아노 파바로티
루치아노 파바로티(이탈리아어: Luciano Pavarotti 루차노 파바로티[*], 1935년 10월 12일 ~ 2007년 9월 6일)는 이탈리아의 성악가였다. 플라시도 도밍고, 호세 카레라스와 함께 3대 테너(The three tenors)라 불렸고 그는 생전에 하이 C의 제왕, 천상의 목소리라는 별명으로도 불렀다.

## 이력
이탈리아 모데나 출생이며, 남녀 성부를 통틀어 국내에서 가장 인지도 높은 성악가이다. 그가 불렀던 '네순 도르마'가 대중적으로 널리 알려졌다. 워낙 목청도 크고 빼어난 고음으로 유명했고, 특유의 친근한 인간미도 한몫 했었다. 음반도 많이 남겼으며, 대부분 데카에서 녹음했다. 미렐라 프레니, 조앤 서덜랜드, 몽세라 카바예와 어울려 녹음했으며, 음반은 대부분 좋은 평을 받는다.
루치아노 파바로티는 1998년에 그래미 레전드상(Grammy Legend Award)을 받았다.

## 생애
1935년 이탈리아 모데나 교외에서 태어났다. 그의 어린 시절에는 가난한 가족이었다. 아버지 페르난도는 빵을 구웠고, 어머니 아델레 벤투리 파바로티는 시가(Cigar) 공장에서 일했다. 그는 제2차 세계 대전으로 불안한 어린 시절을 보냈다. 대학교에서 음악이 아닌 교육학을 전공했으며, 교육자와 성악가의 길을 모두 걸을 수는 없다는 아버지의 충고로 성악가가 되기로 결심했다고 한다.
또한 미렐라 프레니와 루치아노 파바로티는 같은 모데나 출신이며, 둘은 소꿉친구 관계에, 같은 유모의 젖을 먹고자란 젖남매 간이다. 후에 프레니의 모친이 되는 잔나 아르첼리(Gianna Arcelli)는 몰락한 귀족 집안의 딸이었고, 부친 엔니오 프레니(Ennio Fregni)는 이발사의 조수라는 별볼일 없는 직업을 가진 남자였다. 잔나 아르첼리가 프레니를 낳게 된 것은 1935년 2월 27일의 일이다. 아이를 낳은 잔나 아르첼리는 생계를 마련하기 위해 일자리를 찾다가 우연히 담배 공장에서 일하게 되었다. 이 공장에서 아르첼리는 루치아노 파바로티의 어머니인 아델레 파바로티(Adele Pavarotti)를 만난다. 그리고 둘은 서로 도움을 주고 받으면서 저절로 친해졌다.
하지만, 아르첼리는 일 때문에 너무 바쁜 나머지 딸 프레니에게 젖을 먹여줄 시간도 없었다고 한다. 그래서 같은 동네에 사는 유모에게 갓난아기였던 프레니를 맡겼고, 프레니는 그 유모의 젖을 먹고 자라났다. 부모가 일터에 나가면서 아이를 보육원이나 동네에 사는 유모에게 맡기는 것은 당시 이탈리아의 흔한 현상이었다. 사실 이는 독재자였던 베니토 무솔리니가 사회의 효율성을 높이려 추구했던 복지 정책 중 하나였다. 그리고, 프레니가 태어난 같은 해에 아델레 파바로티가 사내 아이를 낳았다. 때는 10월 12일, 루치아노 파바로티의 탄생이었다. 파바로티 역시 프레니와 같은 유모에게 맡겼고, 둘은 그 유모의 젖을 먹고 같이 자라났다.
어린 시절 같은 스승에게 성악을 입문한 둘은 훗날 세계적인 성악가로 거듭난 뒤에도 호흡을 맞추는 일이 많았다. 특히 라보엠에서 호흡은 역대 최고의 미미와 로돌포라는 찬사를 받는다. 라보엠은 프레니와 파바로티가 가장 선호하는 레퍼토리였고, 서로를 가장 잘 아는 사이였으니 환상이 조합이 나올 수 밖에 없었다. 세계 최고의 마에스트로인 카라얀이 지휘하고 파바로티와 프레니가 출연한 음반은 불멸의 명반으로 평가받는다.
아마추어 테너로도 활동했던 아버지와 함께 모데나 지역의 로시니 말레 합창단에서 활동하면서 음악에 입문하였으며, 1961년 4월 29일 레조에밀리아극장에서 《라 보엠》의 로돌포 역으로 오페라에 데뷔했다. 같은 해에 당시 경제학을 공부하던 대학생이었던 아두아 베로니(Adua Veroni)와 혼인하였으나, 이후 이혼하고 2003년 개인비서였던 니콜레타 만토바니(Nicoletta Mantovani)와 재혼하였다.
2006년 췌장암 수술을 받은 이후에도 병원에 입원할 정도로 건강이 좋지 않았다. 2007년 9월 6일 모데나 자택에서 향년 71세로 별세했으며, 장례 미사도 모데나의 교회에서 집전하였다.

## 3대 테너 공연
루치아노 파바로티, 플라시도 도밍고, 호세 카레라스에게 세계 3대 테너라는 별명을 준 콘서트는 바로 쓰리 테너 콘서트라 할 수 있다. 1988년 플라시도 도밍고의 지원과 함께 백혈병을 완치한 카레라스가 자신이 설립한 호세 카레라스 백혈병 재단이 주최하는 자선 콘서트를 개최했는데 좋은 호응을 얻었다. 도밍고와 파바로티는 카레라스의 재기를 기념하는 목적으로 다시 공연을 하기로 약속하고 1990년 이탈리아 월드컵 결승전 전야제 날, 로마 카라칼라 목욕탕 유적에서 주빈 메타의 지휘로 공연을 갖는다. 세계 최정상의 테너 셋이 모인 이 공연은 엄청난 호응을 얻었고, 데카에서 출시한 공연 음반은 클래식 역사상 가장 많이 팔린 앨범으로 기네스북에 기록된다.
이렇게 이 세 명은 주빈 메타의 지휘로 월드컵 전야제마다 공연을 열게 된다. 1994년 미국 월드컵 때에는 LA 다저스 스타디움에서 열렸고 보다 이벤트 성향이 강해지며 인기를 얻었다. 1998 프랑스 월드컵에서는 파리에서 월드컵 전야제를 기념했고. 2002 한일 월드컵에서는 한국과 일본의 공동개최를 기념하여 2001년에 서울에서, 2002년 전야제날 일본 요코하마에서 공연을 갖는다. 다시 의기투합하여 2006 독일 월드컵에서 공연을 열 것임을 선언했지만, 파바로티의 사망으로 끝내 이루어지지 못했다. 마지막 쓰리 테너 콘서트는 2005년 멕시코 몬테레이에서 있었다.
수많은 비평가들에게 쓰리 테너 콘서트는 하나의 성대한 쇼에 불과하다는 비평을 받기도 했지만, 쓰리 테너 콘서트는 클래식 음악의 진입 장벽을 낮추고 대중화에 기여했다는 의의가 있다. 많은 사람들이 쓰리 테너 콘서트로 클래식에 관심을 갖게 되었으며 쓰리 테너 콘서트는 하락세를 타던 클래식 음반 판매에 박차를 가했다. 또한 쓰리 테너 콘서트를 모방한 공연들이 쏟아져 나오게 되며 클래식 음악의 대중성이 증대되는 계기가 되었다.

## 음악적 능력
흔히 파바로티 하면 1990년 로마에서 첫 시작을 해 세계 각지에서 공연했던 일명 '쓰리 테너 콘서트'와 이미 전성기가 지난 뒤 무대에 섰던 거대한 자선 콘서트, '파바로티와 친구들 시리즈'의 각종 영상물 속 모습을 떠올리기 쉽다. 하지만 그의 진가는 최고로 목소리가 절정기였던 1970년대부터 1980년대 초반에 녹음한 도니체티와 벨리니, 그리고 로시니와 베르디의 몇몇 작품이 속하는 벨칸토 오페라 음반에서 가장 잘 드러난다. 당시 함께했던 최고의 콜로라투라 소프라노 조앤 서덜랜드와 그녀의 남편인 지휘자 리처드 보닝, 이 세 명의 드림팀을 결성하고 오페라 음반사에 길이 남을 작품들이 많이 탄생했다.
이후로 목소리에 원숙미가 더해지고, 벨칸토 오페라의 영역에서 벗어나 베르디의 중후반기 오페라와 푸치니의 오페라에서도 몇몇 작품에선 아주 좋은 평가를 받는다. 파바로티의 라이벌 격인 플라시도 도밍고가 워낙 목소리 관리를 잘 한 것으로 유명해 그에 비해 상대적으로 불리한 비교를 받는 측면이 있었지만,생전에 파바로티도 이미 전성기가 지났을 나이에도 꽤나 좋은 목소릴 들려줬다고 평가받는다.
그를 대표하는 오페라로는 도니체티의 <사랑의 묘약>, 베르디의 <리골레토>, <가면 무도회>, 푸치니의 <라 보엠> 등을 들 수 있겠다. 초기의 파바로티는 밝고 낭랑한 음색과 함께 고음을 훌륭히 소화했기 때문에 높고 어려운 음역과 기교가 난무하는 도니체티나 벨리니의 오페라가 그의 기량을 펼치기에 적합했다. 보다 풍부하고  더 나중의 일이다. 사실 파바로티는 수많은 오페라 아리아 중 '사랑의 묘약 中 남몰래 흘리는 눈물 (Una furtiva lagrima)', '라 보엠 中 그대의 찬손 (Che gelida manina)' 등으로 더 유명한데 확실히 여러 리사이틀에서 자주 불렀던 '네순 도르마'가 남긴 인상이 대중들에게는 더 컸었던 모양이다.
리릭 테너였던(Tenore Lirico/테노레 리리코) 파바로티의 또 다른 장점으로는 바로 대중들이 그의 노래를 들었을 때 편안하게 들을 수 있다는 점이다. 듣는 이로 하여금 부르기 까다로운 고음이든 음악적인 표현을 살리기 어려운 프레이즈든 워낙 수월하게 부르는 가창력을 선보였기 때문인데 오죽하면 이것이 몇몇 성악 팬들 간의 호불호가 갈리게 되는 이유이기도 하다. 무슨 노래든 너무나 쉽게, 마치 기계마냥 부르는 것 같다는 것이다. 파바로티 이전까진 보통 리릭 테너, 리리코라 하면 물론 그냥 듣기엔 좋으나 여리여리하고 예쁘기만 한 미성의 테너라는 이미지가 강했다.
파바로티 역시 천부적인 미성의 소유자였지만, 단순히 거기에 그치지 않고, 그만의 혹독한 수련 과정을 거쳐 노래할 때 있어 힘 있고 우렁찬 성량과 남성다운 선과 표현력을 가진 보통의 리리코 규격 외의 테너가 될 수 있었다. 덕분에 그의 목소리엔 웅장함과 더불어 아름다운 울림과 서정적인 표현력이 공존할 수 있었고, 단순히 리릭 테너의 배역에서 그치는 게 아닌 더 무겁고 많은 힘이 요구되는 스핀토와 드라마티코의 배역도 소화할 수 있었다. 소릴 여리게 내야 하는 부분은 여리게 표현하고, 강하게 내야 하는 부분은 강하게 표현 해주는 그런 것에 있어서 그는 일가견이 있었다.
다만 레퍼토리에 있어서는 이탈리아 오페라의 한계를 거의 벗어나지 못했다. 프랑스어로 된 오페라 전곡 녹음으로는 연대의 딸이 유일하고, 독일 쪽 오페라는 아예 없다. 모차르트의 오페라 중 이도메네오를 부른 적이 있긴 한데, 이태리어로 작곡된 작품이다. 도밍고가 스페인어, 이탈리아어, 프랑스어, 독일어 등 세계 각국의 작품들을 섭렵한 것과는 대조적인 장면이다. 이태리어 외에 다른 언어로 쓰여진 오페라 아리아나 그 밖의 성악곡들은 간혹 리사이틀 때 몇 곡 부르는 정도였다. 그래도 웬만한 이태리 작곡가들의 오페라나 가곡, 칸초네 등은 전부 섭렵하였다. 언어의 제약이 없었더라면 레퍼토리가 얼마나 늘어났을 진 모르는 일이다. 물론 그런 제약마저 뛰어넘어 각기 다른 언어로 된 오페라 배역들을 섭렵한 도밍고가 있기에 통하진 않는 변명이다. 대신 도밍고는 고음의 한계 탓인지, 벨칸토 오페라에 취약했다.
또한 낙천적인 성격이었던 그는 노래를 부를 때도 상당히 밝고 경쾌한 곡들을 불렀으며, 쓰리 테너 공연 중 'O Sole Mio'에서도 실수를 만회하는 아주 재치있는 기교를 사용, 청중들은 물론 같이 공연을 했던 2명의 테너들마저 즐겁게 만들었다. 하지만 이러한 찬사 속에서도 그의 어둠은 존재한다. 일단 그의 연기력은 좋지 못했다. 연기력을 따지자면 플라시도 도밍고가 훨씬 돋보였다. 그도 그럴 것이 사실 파바로티의 뚱뚱한 체구와 그에 따른 몸짓에서 나오는 연기는 뭔가 어설픈 면이 있었다. 가창이야 물론 타의 추종을 불허했지만, 확실히 무대를 통해 객석에서 보이는 모습만 놓고 본다면 그가 노래하는 멋진 오페라 속의 남주인공을 떠올리기란 쉽지 않았다. 하지만 그 모든 것을 다 떠나서 인간적인 매력이 넘쳤다는 것, 그리고 그의 노래가 최고 중 하나라는 것은 누구에게 물어보아도 변함 없을 것이다.

## 명반과 영상물
말년의 대표적인 앨범은 바로 <파바로티와 친구들>이다. 크로스오버 장르의 앨범으로 3집부터는 전쟁 고아들을 위한 자선 공연이 되었다. 라이브 무대를 그대로 녹음한 실황 앨범으로, 현재 발매된 숫자는 1집, 2집, 3집, 4집, 5집, 6집, 2000년도 특집이 있는 것으로 알려져 있다. 세계의 유수 가수들이 참가한 만큼 환상적인 들을거리를 제공했고, 토리모 필하모닉 오케스트라가 반주를 맡기도 했었다. 함께한 가수들의 면면만 살펴 봐도 하나같이 쟁쟁한 멤버들인데, 대표적인 인물들 몇몇만 꼽아 봐도 스팅, 본 조비, 머라이어 캐리, 셀린 디온, 보노, 마이클 볼튼, 보이 존, 스파이스 걸스, 스티비 원더, 안드레아 보첼리, 주케로 등 모두 슈퍼스타들이다. 주케로는 이 공연에서 개근상을 받을 만한 출연자로 파바로티와 매우 친하다고 한다.
출연 가수들이 모두 파바로티의 출연 제안을 반겼던 것은 아니다. 거장 파바로티와 한 무대에 선다는 것을 매우 부담스럽게 여긴 가수들이 적지 않았다. 이는 보스니아편 앨범의 미니 책자에 적혀있다. 치프턴스의 리더 패디 몰로니는 3주 간 파바로티의 스토킹성 추적에 결국 백기를 들고 모데나 콘서트 출연 계약서에 사인을 했다고 한다. 마이클 볼튼은 파바로티와 <Nessun dorma/아무도 잠들지 못하고>(흔히 '공주는 잠 못 이루고'라는 제목으로 잘못 알려져 있다.)를 열창하는데 클라이막스인 '빈체로(Vincero/승리하리라!)'부분에서 엄청난 폭발력을 보여 주어 파바로티가 놀랐다고 하는 일화도 있다. 미트로프 또한 파바로티와 <Torna a Surriento/돌아오라, 소렌토로>를 부르는 게 공포스러웠다고 회고했다. 그렇지만 물론 무대는 그야말로 최고 중 하나였다.

## 입상 및 수상과 수훈
- 레조에밀리아극장 콩쿠르 입상
- 이탈리아 공화국 공로 훈장 1등급
- 그래미 레전드상
- 영국 런던시 자유상

## 유명한 공연
- 성악가 조안 서덜랜드와의 미국 공연(1965년)
- 도니체티의 〈연대의 딸〉 공연(1972년, 뉴욕 메트로폴리탄 오페라하우스)
- 〈사랑의 묘약〉 공연(1988년, 독일 오페라 하우스)
- 런던 하이드 파크 등에서의 대중음악가들과의 공연 《Pavarotti and Friends》
- 한반도 평화 콘서트(2000년, 남북정상회담 기념공연)
- 2006년 토리노 동계 올림픽에서의 〈아무도 잠들지 말라(Nessun Dorma)〉(마지막 공연)

## 같이 보기
- 가장 많은 음반을 판 음악가 목록